# Liste der Kulturdenkmale in Karlsruhe-Grünwinkel

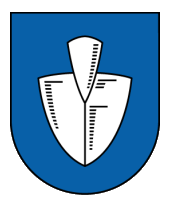
Wappen von Grünwinkel

In der Liste der Kulturdenkmale in Karlsruhe-Grünwinkel werden alle unbeweglichen Bau- und Kunstdenkmale in Grünwinkel aufgelistet, die in der städtischen „Datenbank der Kulturdenkmale“ geführt sind.
Diese Liste ist nicht rechtsverbindlich. Eine rechtsverbindliche Auskunft ist lediglich auf Anfrage bei der Unteren Denkmalschutzbehörde der Stadt Karlsruhe erhältlich.

## Liste
| Bild           | Bezeichnung                                        | Lage                                            | Datierung                    | Beschreibung | ID |
| -------------- | -------------------------------------------------- | ----------------------------------------------- | ---------------------------- | --- | -- |
|                | Arbeiterwohnhäuser                                 | Bannwaldallee 26, 28, 30                        | 1898                         | Arbeiterwohnhäuser, drei zweigeschossige Mietwohnhäuser mit Krüppelwalmdächern in traufständiger Anordnung, 1898 von Stadtbaurat Wilhelm Strieder im Auftrag der Stadt Karlsruhe errichtet Geschützt nach § 2 DSchG |    |
|                | Wohnhaus                                           | Durmersheimer Str. 32                           |                              | Wohnhaus |    |
|                | Rest eines ehemaligen herrschaftlichen Gutshofes   | Durmersheimer Str. 59, Grünwinkel               |                              | Rest eines ehemaligen herrschaftlichen Gutshofes, bis zum Anfang des 18. Jh. durch Markgräfin Sibylla Augusta von Baden-Baden betrieben, heute Verwaltungsgebäude der Brauerei Moninger. Geschützt nach § 2 DSchG |    |
|                | Wohnhaus                                           | Durmersheimer Str. 74                           |                              | Wohnhaus |    |
|                | Ehemalige Maschinenfabrik L. Nagel AG              | Liststr. 18 (früher Nr. 5), Ziegelstr. 1        | 1899                         | ehemalige Maschinenfabrik L. Nagel AG, Maschinenhalle, Verwaltungsgebäude, Fabrikationshalle mit integrierter Schmiede der ehem. Glockengießerei Metz & Bachert (seit 1910), 1899 erbaut. 1980 Werkhalle von einem Trödler Settembrini als Ausstellungsfläche genutzt. Geschützt nach § 2 DSchG |    |
|                | Fabrikantenvilla der Brauerei Sinner               | Durmersheimer Str. 61                           | 1849                         | Fabrikantenvilla der Brauerei Sinner, zweigeschossiger Putzbau im Stile der Neorenaissance, schiefergedecktes Mansarddach, Putzrustika im Erdgeschoss, profilierte Gesimse und Fensterumrahmungen, wohl zwischen 1849 und 1880 erbaut, diente als Fabrikantenwohnhaus und als Wohnhaus leitender Angestellter. Geschützt nach § 2 DSchG |    |
|                | Gasthaus                                           | Durmersheimer Str. 6                            | ca. 1890/1900                | Gasthaus „Zum Engel“, heute Hotel „Beim Schupi“, zweigeschossiger Putzbau mit Fachwerkgiebel und Fachwerkerker, im Erdgeschoss Korbbogenfenster mit Werksteingliederung, zur Seite Blohnstraße. Risalit mit Dreiecksgiebel, Satteldächer. Geschützt nach § 2 DSchG |    |
|                | Gasthaus Lokalbahn, heute Brauhaus Moninger        | Zeppelinstr. 17                                 | ca. 1890/1900                | Gasthaus Lokalbahn, heute Brauhaus Moninger, zweigeschossig, Erdgeschoss: Bruchsteinmauerwerk und steinerne Fensterkreuze, Obergeschoss: verputzt mit gotisierenden Fensterumrahmungen, verschiedene Krüppelwalmdächer an Giebel und an den Dachfenstern. Geschützt nach § 2 DSchG |    |
|                | Gefallenendenkmal Grünwinkel                       | Appenmühlstraße                                 | 1930                         | Gefallenendenkmal Grünwinkel, unweit der Albkapelle, Muschelkalk, reliefierte Stele auf zweistufigem Postament, 1930-1932 durch den Bildhauer August Meyerhuber für den Bürgerverein Grünwinkel Geschützt nach § 2 DSchG |    |
|                | Hardecksiedlung                                    | Hardecksiedlung (Viertel)                       | 1931 Planung, 1934 Erstbezug | Geschützt nach § 2 DSchG |    |
|                | Firma Billing und Zoller                           | Hardeckstr. 2a                                  | 1910                         | Firma Billing und Zoller, Bau- und Kunsttischlerei, heute Tabakfabrik, zweigeschossiges Verwaltungsgebäude mit Wohnungen in neubarockem Stil, dort wandfeste Innenausstattung, Walmdach mit Schieferdeckung, große Werkshalle mit Sheddächern (System Poyet, AG Beton- und Monierbau Stuttgart), Kesselhaus mit Kamin (Gebr. Weiss, Dampfkaminbau, Frankenthal i. d. Rheinpfalz), offene Vorhalle aus Holz, 1910–11 nach Plänen des Karlsruher Architekten Bernhard Josef Braun für die Fa. Billing und Zoller. Geschützt nach § 2 DSchG |    |
| Weitere Bilder | Katholische Maria-Hilf-Kapelle an der Alb          | Konradin-Kreutzer-Straße                        | 1759                         | Maria-Hilf-Kapelle, Putzbau mit Dachreiter und polygonalem Chorschluss, Altar aus der Bauzeit, Altarbild 1977 entwendet, ursprünglich 1759–60 erbaut in der Durmersheimer Straße, aus Verkehrsgründen 1913 mit Unterstützung des Kommerzienrat Robert Sinner hierher an die Alb versetzt, dafür wurde damals die erhaltene und heute zugehörige Stützmauer errichtet, am Eingang bezeichnet 1759. 1944 durch Luftangriffe schwer beschädigt und repariert, 1953 Sanierung. An der Wand beim Eingang der Kapelle: Kruzifix, Sandstein, bezeichnet 1792. Geschützt nach § 2 DSchG |    |
|                | ehem. Wohnhaus                                     | Koelreuterstr. 7                                | 1908                         | ehem. Wohnhaus, Notkirche, heute Schülerhort, 1908 erbaut. Geschützt nach § 2 DSchG |    |
|                | Korbbogenbrücke                                    | Korbbogenbrücke                                 | 1818                         | Straßenbrücke über die Alb, Sandsteinbrücke mit Bogengewölbe. Geschützt nach § 2 DSchG |    |
|                | Kornsilo der Brauerei Sinner                       | Durmersheimer Str. 53                           | 18. Jh.                      | Kornsilo der Brauerei Sinner, sechsgeschossig, verputzter Mauerwerksbau, 1910–11 von Fr. Guske für Baubüro Joseph Knapp, heute Karlsruher Bridge Sport Club im Erdgeschoss. Geschützt nach § 2 DSchG |    |
|                | Maschinenhaus der Möbelfabrik M. Reutlinger & Cie  | Keßlerstr. 8                                    | 1899                         | Maschinenhaus der Möbelfabrik M. Reutlinger & Cie, 1899 von Gustav Ziegler |    |
|                | Metallgießerei Diefenbacher und Mehlem             | Bannwaldallee 36, 38                            | 1899                         | Metallgießerei Diefenbacher und Mehlem, Halle, von Ludwig Fischer- |    |
| Weitere Bilder | Mühlengebäude der Brauerei Sinner                  | Durmersheimer Str. 55                           | 1891-1893                    | Mühlengebäude der Brauerei Sinner, sechsgeschossig, Backsteinbau mit doppelten Korbbogenfenstern, 1891-1893 von Gustav Zinser. Geschützt nach § 2 DSchG |    |
|                | Römischer Ziegelbrennofen                          | Silcherstraße 17, dahinter                      |                              | Geschützt nach § 2 DSchG |    |
|                | Schutzbau                                          | Silcherstraße 17, dahinter                      | 1926                         | Schutzbau eines römischen Ziegelbrennofens, bunkerartiger Stahlbetonkeller mit offenen Treppenschacht. Bei dem Ziegelbrennofen handelt es sich um ein archäologisches Kulturdenkmal. Geschützt nach § 2 DSchG |    |
|                | St.-Josefs-Kirche mit Pfarrhaus                    | Eichelbergstr. 1, St. Joseph Eichelbergstraße 1 | 1955                         | St.-Josefs-Kirche mit Pfarrhaus; katholische Hallenkirche, Kirchenschiff und eingezogener Chor über jeweils trapezförmigem Grundrisse, freistehender Glockenturm, errichtet 1955-1957 nach Plänen des Karlsruher Architekten Werner Groh, Chorfenster von Clara Kreß, Kommunionsbank von Roland Peter Litzenburger aus Leimbach am Bodensee, Altarkreuz durch die Benediktinerin Lioba Munz aus der Abtei St. Marien in Fulda, Tabernakel von Albert Kunz aus Pforzheim, 1961 fünf Glocken der Glockengießerei Bachert aus Karlsruhe (Christus-, Josef-, Marien-, Nikolaus-von-der-Flüe, Karl-Borromäus-Glocke), Darstellungen des Auferstandenen, der Gottesmutter und des Kreuzwegs (Schiff) und Joseph mit Jesuskind (Seitenkapelle) und Weihnachtskrippe von 1965 durch Emil Sutor aus Karlsruhe, 1964 Orgel mit 28 Registern durch die Bonner Orgelbaufirma Johannes Klais. Zugehöriges zweigeschossiges Pfarrhaus mit flach geneigtem Satteldach, 1955–1957. Geschützt nach § 2 DSchG |    |
|                | Textilfabrik Vogel und Schnurmann                  | Benzstr. 9, Griesbachstr. 6, Zeppelinstr. 3     | 1907                         | Textilfabrik Vogel und Schnurmann – Wohnhaus für Angestellte (Zeppelinstr. 3), ursprünglich mit Wasserturm, heute Wohnungen, 1907 nach Plänen des Architekten Ludwig Levy für den Fabrikanten Levy Vogel, Kesselhaus mit Schlot (Benzstr. 9), bezeichnet 1910, Färberei, (Griesbachstr. 6), bezeichnet 1914; (Sachgesamtheit) Geschützt nach § 2 DSchG |    |
|                | Westbahnhof                                        | Keßlerstr., Liststr.                            |                              | Westbahnhof, Umfang des Schutzguts: Bahnhofsgebäude am Westbahnhof, Verwaltungsgebäude Güterverkehr, zweigeschossiger Massivbau mit Walmdach, unmittelbar angeschlossen ein zur Bauzeit schon bestehendes Lagergebäude in Holzbauweise. Nicht zugehörig ist der Erweiterungsbau des Lagerhauses, der in der Nachkriegszeit angefügt wurde. Geschützt nach § 2 DSchG |    |
|                | Bierkeller der Seldeneckschen Brauerei in Mühlburg | Zeppelinstr. 54c                                | 1921                         | Bierkeller der Seldeneckschen Brauerei in Mühlburg, zweigeschossiger Massivbau mit Schopfwalm, Anfang des 19. Jahrhunderts, 1921 durch Friedrich Beichel vom Städtischen Hochbauamt zum Wohnhaus mit Wohnungen im Erd- und Obergeschoss umgebaut, 1985 modernisiert und mit Dachgauben versehen Geschützt nach § 2 DSchG |    |
|                | Wohn- und Geschäftshaus                            | Ziegelstr. 6                                    | 1903                         | Wohn- und Geschäftshaus, zweigeschossiger Massivbau mit Krüppelwalmdach, Sandsteinzierfassade mit historistischen Elementen, 1903 von Konrad Gössel als Bureaugebäude mit Platzmeisterwohnung auch als Reklameobjekt für seine hier ansässige Granit- und Sandstein-Sägerei geplant und errichtet. Geschützt nach § 2 DSchG |    |